# Élections législatives thaïlandaises de 2007
Les élections législatives thaïlandaises de 2007 ont lieu le 23 décembre 2007 afin d'élire les 480 sièges de la Chambre des représentants. 280 sièges sont à obtenir pour parvenir à la majorité absolue.
Il s'agit des premières élections depuis le coup d'État de septembre 2006 qui a renversé le gouvernement de Thaksin Shinawatra, alors Premier ministre depuis 2001. La junte militaire, gouvernement provisoire, a d'abord annulé les reporté les élections prévues pour octobre puis a promis des élections 12 mois après le coup d'État. En mars 2007, les échéances sont prévues finalement en décembre, soit après le référendum de septembre. Le roi approuve ensuite en octobre que les élections ont lieu.
Elle voit l'arrivée en tête du Palang Prachachon (PP), successeur de facto du Thai Rak Thai (TRT), mené par Samak Sunthorawet, ancien gouverneur de Bangkok. Malgré le faible écart de voix entre le Palang Prachachon (14 071 799 voix) et le Parti démocrate (14 084 265 voix), mené par Aphisit Wetchachiwa, le PP a obtenu plus de sièges (233/480) que les Démocrates (165), qui obtiennent ainsi une majorité relative ainsi que la majorité des suffrages (38,65%, contre 38,61% pour le PP). 
Le Palang Prachachon n'étant pas parvenu à obtenir une majorité absolue, un gouvernement de coalition est formé avec le Chart Thai et le parti Pour la Nation.